# Käthe Theuermeister
Käthe Ella Theuermeister (Pseudonym: Helga Henning; * 21. Januar 1912 in Leipzig; † 3. Januar 2011) war eine deutsche Schriftstellerin, insbesondere Kinderbuchautorin.

## Leben
Käthe Theuermeister war längere Zeit als Büroangestellte tätig. Ab 1940 lebte sie in Gießen, wo sie 1941 (evangelisch) heiratete; aus der Ehe mit Herbert Theuermeister gingen fünf Kinder hervor. Ab 1959 war sie freie Schriftstellerin. Sie lebte in Pohlheim.
Theuermeister veröffentlichte über 50 Kinder- und Jugendbücher, von denen  einige ins Französische, Spanische und Niederländische übersetzt wurden und von denen insbesondere die Bände um die Protagonistin „Hummelchen“ ein großer Erfolg waren. Mit diesen Werken erwies sich Theuermeister als späte Vertreterin der traditionellen „Backfischliteratur“.

## Werke
| - Das Mädchen mit den bunten Augen, Hannover [u. a.] 1960 - Tini und der rote Luftballon der eine Freundschaft knüpft, Hannover 1960 - Die Jungen von Hollberg, Hannover 1961 (Auf Hollberg ist was los, Hannover 1968, Neuauflage) - Struppi, komm!, Stuttgart 1961 - Tini findet eine neue Heimat, Hannover 1961 - Viel Wind um Kathi, Hannover 1962 - Hummelchen, Hannover [u. a.] 1963 - Hummelchen geht in die Schule, Hannover [u. a.] 1963 - Reni im Schwalbennest, Hannover 1963 - Tini vom Sonnenhof, Hannover 1963 - Hummelchen auf Reisen, Hannover 1964 - Hummelchen macht eine Entdeckung, Hannover 1964 - Greif, der Wolfshund, Hannover 1965 - Hummelchen im Internat, Hannover 1965 - Hummelchen und Mücke, Hannover 1965 - Unsere Babuz, Hannover 1965 - Das Waldhausmädel, Hannover 1965 - Hummelchen reist nach Amerika, Hannover 1966 - Tini und Evchen, Hannover 1966 - Ulrike und Simone, Hannover 1966 - Angelika im Sonnenland, Hannover 1967 - Glückliche Zeit für Cornelia, Hannover 1967 - Hummelchen weiß, was sie will, Hannover 1967 - Fröhliche kleine Monika, Hannover [u. a.] 1968 - Uli kann alles, Hannover [u. a.] 1968 - Die Kinder vom Kinzingtal, Hannover 1969 - Ferienzeit auf Gut Wellin, Hannover 1970 - Die tolle Klasse von Birkenried, Hannover 1970 | - Die vertauschten Töchter, Hannover 1971 - Berni und sein rotes Auto, Hannover [u. a.] 1972 - Molli und Melli, die Zwillingsschwestern, Hannover 1972 - Molli und Melli im neuen Haus, Hannover 1972 - Viel Wind um Kathi, Hannover 1972 - In Randheim geht's rund, Hannover 1973 - Uli ist pfiffig, Hannover [u. a.] 1973 - Unser lieber Augustin, Hannover [u. a.] 1973 - Anett, die kleine Gärtnerin, Hannover [u. a.] 1974 - Es tut sich was um Heiner, Hannover [u. a.] 1974 - Jockel baut ein Haus, Hannover [u. a.] 1974 - Manuelas sieben Träume, Hannover [u. a.] 1974 - Tobi, der kleine Racker, Hannover [u. a.] 1974 - Acht Tage mit Jenny, Hannover 1976 - Hänschen geht auf Wanderschaft, Hannover [u. a.] 1976 - Eine fröhliche Woche mit Stefanie, Hannover 1977 - Reni im Ferienheim, Hannover 1977 - Sommerfest in der Waldschule, Hannover 1977 - Thomas und Inge spielen Kaufmann, Hannover [u. a.] 1977 - Maxi, das freche Fohlen, Hannover 1978 - Barbara gehört zu uns, Hannover 1978 - Niko ist Klasse!, Hannover 1978 - Ferien mit Pferd und Wagen, Hannover 1980 - Das erlauben sich nur Zwillinge, Hannover 1988 - Immer diese Zwillinge!, Hannover 1988 - Fridolin ist immer dabei, Hannover 1989 - Manuelas Traumwelt, Hannover 1990 - Ein großer Tag für Philipp, Hannover 1997 - Ali und seine Familie, Berlin 1999 |